# 李鐸 (岳池知縣)
李鐸（？年—？年），鑲黃旗漢軍人，清朝政治人物。

## 生平
由通判，嘉慶二十一年六月署四川順慶府岳池縣知縣。